# La Rodoreda
La Rodoreda és una obra de Santa Maria d'Oló (Moianès) inclosa a l'Inventari del Patrimoni Arquitectònic de Catalunya.

## Descripció
Casa de planta rectangular amb el carener perpendicular a la façana. Consta de 3 plantes, la superior destinada a golfes, molt baixa. La façana és dominada per un gran portal de mig punt adovellat amb grans carreus, i guardapols ornamentals. La gran finestra que té al damunt té interessants ornaments de factura renaixentista.
També està ornamentada una de les finestres de les golfes. A mitjans d'aquest segle s'hi afegí un cos al cantó de llevant amb els baixos porxats, que acaba amb una petita capella dedicada a la Santa Creu. El recinte queda tancat per un mur formant un terrat enlairat al cantó de ponent. L'interior conté sostres amb tortugues de guix i rajoletes de ceràmica al menjador principal.

## Història
Mas documentat des del 957, a partir d'aquesta data se'l troba documentat en diverses ocasions. Consta en el recompte de masos que es fa en el fogatge del 1515. El mas està situat prop del camí que porta a l'Estany. Diverses llindes indiquen una renovació important en el segle xvii (1630, 1642,1636) i també en el S.XVIII (1757).
La porxada del cos afegit a mitjans de segle és un elevat indicatiu de casa amb economia ramadera.
La casa ha sofert poques transformacions recents, benal contrari de les construccions que lenvolten (cos de llevant, capella, terrat), que són obra de mitjans de segle.